# Семюел Колман
Семюел Колмен (англ. Samuel Colman, 4 березня 1832, Портленд, Мен — 26 березень 1920) — американський художник-пейзажист.

## Біографія
Семюел Колмен народився 4 березня 1832 року в місті Портленді (штат Мен).

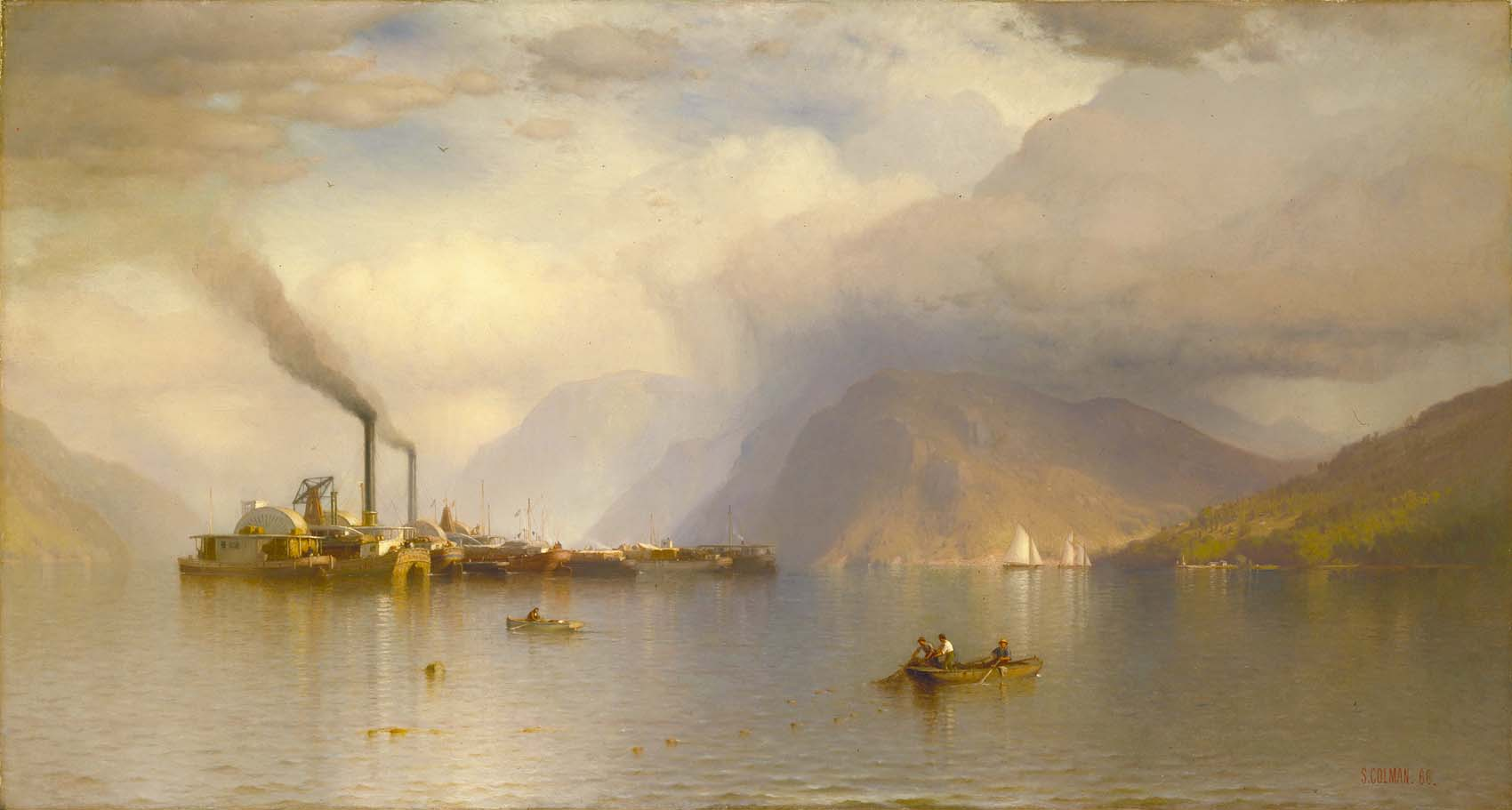
«Король бурі», на Гудзоні, 1866 рік

Будучи ще хлопчиком малював з натури переважно види Нью-Йоркського порту, річки Гудзон і озера Георгія. У 1860 відправився у Європу і протягом двох років писав етюди у Франції та Іспанії, а потім працював у Парижі та Римі. У 1876 році провів у Нью-Йорку виставку 45 своїх творів — результат його подорожей по Франції, Швейцарії, Піренейському півострову і Північній Африці. У 1862 році Нью-йоркська академія мистецтв обрала його в свої члени, незабаром після чого їм було засновано Американське товариство акварелістів. Він же став його першим президентом.
Ландшафти, архітектурні види і картини морських прибрежий цього художника вірно передають природу і дуже привабливі по фарбах, особливо коли виконані аквареллю, однак іноді занадто деталізовані.
Семюел Колмен помер 26 березня 1920 року в місті Нью-Йорку.